# نيك كينغ
نيك كينغ (بالإنجليزية: Nick King)‏ (و. 1995  م) هو رياضي، ولاعب كرة سلة أمريكي، ولد في ممفيس، تينيسي، بدأ مشواره المهني سنة 2018، مركز لعبه هو لاعب هجوم صغير الجسم.

## التعليم
تعلم في East High School (Tennessee) ‏
.

## روابط خارجية
- نيك كينغ على موقع الدوري التايواني الممتاز لكرة السلة (الصينية)
- نيك كينغ على موقع سبورتس رفرنس (الإنجليزية)
- نيك كينغ على موقع كرة السلة الأوروبية.كوم (الإنجليزية)
- نيك كينغ على موقع كلية كرة السلة في سبورتس رفرنس.كوم (الإنجليزية)
- نيك كينغ على موقع ريلجم (الإنجليزية)
- نيك كينغ على موقع بروبوليرز (الإنجليزية)
- نيك كينغ على موقع سبورتس رفرنس (الإنجليزية)